# Karton (kartografia)

Mapa Europy z zaznaczeniem Polski, z kartonem w prawym górnym rogu, prezentującym położenie zasięg mapy głównej na mapie świata

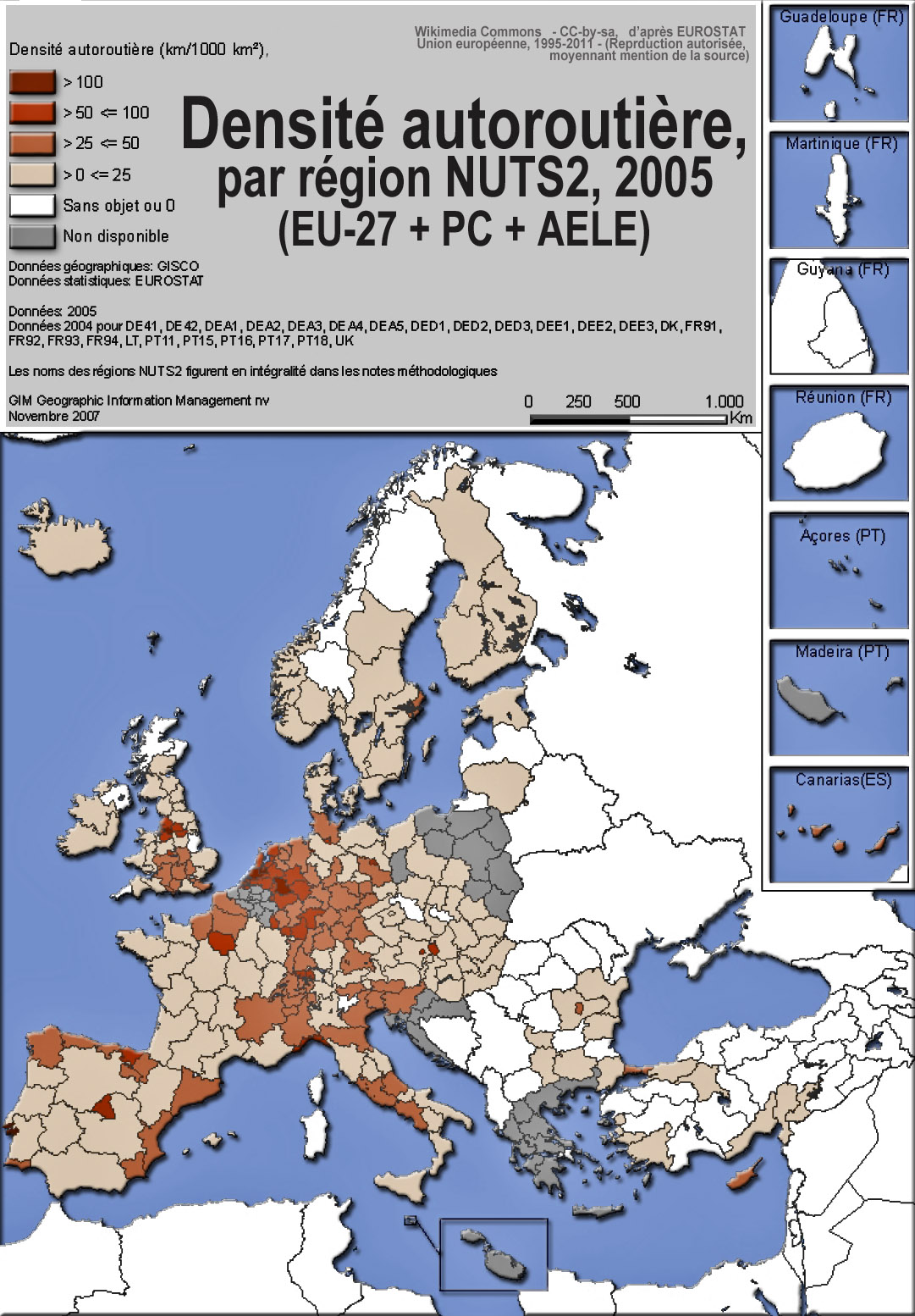
Mapa gęstości dróg w Unii Europejskiej, z kartonami obejmującymi odległe terytoria Francji, Hiszpanii i Portugalii (przy prawej krawędzi mapy) oraz Maltę (na nieistotnej dla prezentowanego zjawiska części Morza Śródziemnego)

Karton – niewielka mapa zamieszczona na mapie głównej, przy krawędzi bocznej, górnej lub dolnej, gdzie najmniej przesłania treść mapy głównej. Na kartonie prezentuje się zwykle treść niemieszczącą się na mapie głównej, ale istotną dla prezentowanego zjawiska, albo powiększenie ważnej części prezentowanego obszaru. 
Przykłady: 
- na wielu planach miast na kartonie przedstawia się Stare Miasto
- na niektórych mapach Polski, szczególnie społecznych i gospodarczych, na kartonie prezentuje się Górny Śląsk
- na mapie Unii Europejskiej, gdy zasięg tej mapy jest ograniczony na wschodzie, na kartonie zamieszcza się Cypr, a na kolejnym kartonie można zamieścić też Maltę (w celu pokazania jej w większej skali)[1]